# 2×2 (canal de televisión)
2x2 (en ruso: Дважды два; en español: 'Dos veces dos') es un canal de televisión ruso. Fundada en 1989, fue la primera estación de televisión comercial en la Unión Soviética (URSS). La estación se cerró en 1994 y se volvió a abrir en 2003. Desde entonces, el canal transmite predominantemente series de televisión animadas extranjeras, que incluyen programas de anime, Comedy Central y Adult Swim.

## Historia

### Período de prueba (julio - noviembre de 1989)
2x2 fue establecido por orden del departamento de radio y televisión de la URSS como una unidad estructural en la Dirección General de Programas (PIB). Inicialmente, bajo la Presidencia y dirección de Pier Luigi Stefani, Director Gerente de Videomusic y vicepresidente ejecutivo de Superchannel (Londres-Europa), había cuatro personas involucradas en el establecimiento del canal: Sergey Alexeev (Director), Olga Smirnova, Oleg Schoor ( Director) y Olga Lukasik (Administrador). En agosto de 1989, Sergey Lavrov también se unió al equipo como administrador. El canal transmitió su primer piloto en julio de 1989, bajo el nombre de "Canal comercial". La transmisión se realizó durante el día debido al hecho de que el estado "Moscú" se transmitió por la noche en la misma frecuencia. Los ésteres de longitud, llamados "Canal de Televisión Comercial", no fueron reparados. Los videos musicales que se transmitieron incluyeron, "Todo lo que quiere es" de Duran Duran, "Siempre en mi mente", del grupo Pet Shop Boys, "Pendant que les champs brûlent", del grupo Niagara, "En todas partes", de Fleetwood Mac, "Alrededor de mi corazón", de la cantante Sandra, "El Soldado", de Thomas Anders, "Mon mec à moi", de Patricia Kaas, así como fragmentos del concierto "Espacio en Moscú". En este momento, el personal del canal estaba limitado a una pequeña habitación "No. 115" detrás de una barra. pedir tres (televisión y radio olímpicas) y dos hardware e instalación esencial, APB 8 y AWSM 6-1.

### Años 1989-1997
El nombre "2x2" fue inventado por el equipo del canal a fines de julio de 1989. Al mismo tiempo, Pier Luigi Stefani creó el estilo característico del canal y la versión original del logotipo, que todavía existe hoy con modificaciones menores. Desde el 1 de noviembre de 1989, 2x2 comenzó a transmitir bajo su propio nombre en el canal "Moscú" DH, entonces conocido como "MTK". De 18:00 a 23:00, el canal de televisión "ITC" transmitió 2x2.
La primera vez que 2x2 fue en vivo por televisión, transmitió media hora de bloques de anuncios, videos musicales extranjeros y dibujos animados. La "Pantalla soviética" se transmitió más tarde y se repitió varias veces, junto con la serie de televisión "Capitán Poder y los soldados del futuro" y "I Spy". Un clip publicitario de la compañía "Video of Interneshnl" también fue transmitido con mucha frecuencia. También se transmitió una colección patriótica de clips que incluye un clip de "And knock" de Oleg Bloodless (el personaje principal de esta colección fue Igor Talc). Clips de la canción de teatro "Alla Pugacheva" de la compañía "Video of Interneshnl", clips de "Accountant" del grupo "The Combination", clips de "Street of love" y "Xenia" de Alena Apinoj, y una transmisión de " Billboard "DJ Ale-Alena también fue transmitido. 2x2 también transmitió videos de artistas rusos como Bogdan Titomir y Oleg Gazmanov. 2x2 ha estado transmitiendo "Batalla!" De Sergei Selenourea desde su concepción. Durante este período, "2x2" fue el único canal de televisión ruso que mostraba videos musicales, lo que lo distinguió en gran medida de los otros pocos canales soviéticos disponibles. Por lo tanto, el canal disfrutó de una enorme popularidad entre los estudiantes soviéticos que esperaron con entusiasmo la transmisión de 20 minutos de videos musicales y bloques de anuncios, que a veces también podían durar hasta 40 minutos sin descanso. Según una encuesta de 586 estudiantes de secundaria de las escuelas de Moscú realizada a fines de 1991, el canal fue inmensamente popular: fue favorecido por el 34,2% de los encuestados.
Desde agosto de 1990 aproximadamente, la estación comenzó a transmitir programas del canal de televisión británico "Súper Canal". Uno de estos programas fue "Una noche azul". La completa colección de medios de 2x2 se había vuelto impresionante: la colección incluía múltiples recopilaciones de una o dos horas de videoclips, programas temáticos en el dominio de la música, la moda, los deportes y las películas.
Luego, el canal comenzó a transmitir algunos programas educativos, incluidos los que se muestran en Discovery Channel como "After 2000".
Desde el 1 de julio de 1992, el canal transmitió una serie de series latinoamericanas. Estos incluyen: "Nadie excepto usted", "Señorita", "La mujer prohibida", "Venganza", "El patito feo", "Guadalupe", "Dulce enemigo", "Viuda Blanco", "La Usurpadora", "Robado" Amor "," No puedo vivir sin ti "," Una vez que crezcamos alas ", y muchos otros.
A partir de 1992, 2x2 comenzó a transmitir música rock pesada como "Green Corridor", producida por el empresario del estudio "BIZ Enterprises", Boris Zosimova. A partir de este momento, 2x2 estuvo gobernado en gran medida por Zosimova, quien dirigió el canal para firmar un contrato con los propietarios de "MTV Europe" en 1993. Uno de los programas de transmisión fue un concierto realizado por ABBA en enero de 1994. Clips de MTV Europe se transmitieron durante todo el día entre otros programas. MTV, incluidas las unidades VJ, se transmitía con bastante frecuencia incluso sin traducción. Entre algunos de los programas de transmisión se encontraba el programa "Beavis and Butthead". Pronto, el lugar donde los clips de MTV comenzaron a tomar videos pagados de artistas rusos como Vlad Stashevsky y Eugene Kemerovo. Para el verano de 1994 sigue siendo una recopilación diaria de una hora de clips de MTV en vivo (en la tarde), que pronto también desapareció. Videos musicales, pero no muestran dónde MTV rara vez se transmitió en el futuro, aún entre series. A pesar de que algunas de las ideas de Zosimova (MTV) no estaban justificadas, participó en la transmisión, creando un productor de televisión de "BIZ-TV", en el que surgieron varios programas de música y formó casi todos componente musical del canal. También en el marco de este proyecto se transmitió la transferencia de "Nombres olvidados" dedicados a la etapa soviética, luego se trasladó al canal "TV-6", donde se emitió en el programa "Canal de disco" como las "Ruedas giratorias". El programa principal fue Cyril Nemolyaev.
En 1993, 2x2 apareció por primera vez en la televisión por satélite, lo que resultó en la transmisión de algunos socios regionales. Antes de esto, el canal de televisión satelital transmitía solo en el área de Moscú a través de sus propios transmisores en Tver y Riazán, con la entrega de la señal en tiempo real con retransmisión de radio terrestre.
En 1993-1994, el 2x2 también mostró regularmente anuncios de la organización "Greenpeace", por lo que Joanna Stingray y Boris Grebenschikov a menudo aparecieron en el canal. En 1993, 2x2 comenzó a transmitir las noticias. En 1994, el personaje principal de la compilación de clips fue Philip. Durante los días de luto, se emitió la canción "My Country" (que se incluyó en el álbum Kirkorov "I not Raphael").
Desde 1992 hasta 1994 inclusive, el canal transmitió noticias de la BBC, ITN y Worldnet durante todo el día. Una de las ediciones de la mañana siempre se transmitía sin traducción.
El 13 de febrero de 1994, tras lo cual fue reemplazado por el canal de televisión ruso M1 y Domashny.
En 1994, el canal tuvo problemas con la serie de televisión australiana "Chances", que es del melodrama habitual y se trasladó gradualmente a un género erótico más explícito.
En 1994-1995, el canal alcanzó su pico de popularidad debido a las diversas transmisiones terrestres, pero también debido a programas como "Dendy - la nueva realidad" y series animadas como "tortugas ninjas mutantes adolescentes".
Más tarde, en 1996, por primera vez en Rusia comenzó el espectáculo de la serie animada en el género de anime "Sailor Moon", así como telenovelas de origen mexicano como "Nadie más que tú" y "Mi segunda madre" y la serie de televisión "Thunder en el paraíso "," Highlander "," Sledgehammer "y" Lassie ".
El 9 de junio de 1997, el canal perdió su lugar en el "tercer botón". Los nuevos canales de televisión "TV Center" y "Muscovy" se trasladaron a la banda UHF, en el canal 51 UHF, donde de 7:00 a 11:00 y de 19:00 hasta tarde en la noche transmitió "Muz-TV". En 51 m, el canal "2x2" transmitió de 11 a 19 horas, con contenido de muy baja calidad y un predominio de "compras en el hogar".
El 14 de agosto de 1997, el canal dejó de emitir en Moscú y la región en el canal 51 y llamó "AST 2x2" (en adelante, el concepto, los propietarios y su nombre cambian repetidamente - "AST", "Prometheus-AST", "ASTV" "," Asteks-TV ") comenzó a utilizar solo la transmisión regional a través de transmisión por satélite y microondas, hasta la absorción completa del canal de televisión" Rambler ".
El 27 de febrero de 2002 ganó un concurso en el canal 43 UHF con el concepto de "comprar en un sofá". El 1 de septiembre de 2003, el canal volvió al aire, de acuerdo con los planes, el canal se lanzó el 11 de noviembre de 2002, pero debido a problemas, el lanzamiento se pospuso por un año. De acuerdo con los resultados de las pruebas técnicas de compatibilidad electromagnética, el 43.er canal UHF en Moscú demostró ser inadecuado para la transmisión permanente, el canal de televisión en lugar del 43.º fue seleccionado como el 60.º canal UHF, donde se emitió el "2 × 2" y se transmitió hasta el 31 de diciembre de 2015, después de lo cual fue reemplazado por el canal ТNТ4.

Desde los primeros días de transmisión del "renacimiento" de "2 × 2", la mayor parte del tiempo de transmisión de los canales de televisión fue un popular canal de televisión sobre moda "Fashion TV" y clips de la producción de artistas nacionales Studio "a Difific Childhood". El nombre del programa llevaba el nombre de una canción popular de Vladimir Markin - Purple haze.
En el otoño de 2003, el canal "2x2" se convirtió casi en femenino: 8 de cada 20 horas de tiempo aire se asignaron al programa del canal francés Fashion TV. El resto del tiempo había música de diferentes estilos y tendencias.
En el verano de 2004 se firmó un contrato con el canal Style TV sobre cooperación a largo plazo.
En el mismo año, la frecuencia del canal es transmitida por el socio de la red de servicios - canal de TV "Style TV" logo "2x2" (interrupción de la transmisión de televenta).
Para 2005-2006, es un momento crítico para la televenta que reemplazó casi por completo la transmisión del canal de transmisión de malla (logotipo e imágenes). Principalmente en la parrilla, asistió a la presentación de productos de la tienda de televisión "TV Club". La transmisión de TV se ha dividido en categorías temáticas que van desde artículos de cocina hasta equipos de gimnasia. En la noche del viernes al sábado en el canal se transmitieron largometrajes y series de televisión. También en la red de transmisión se emitieron videos musicales. A pesar de esta popularidad, a principios de 2007 la compañía "TV Club" decidió lanzar su canal basándose en 2x2. El primer canal que vi solo los residentes de Moscú y la región de Moscú gracias a las redes de cable de AKADO, y pronto el canal estuvo disponible en toda Rusia.
En 2006, el holding Prof-Media compró la estación de televisión. "2x2". El 3 de octubre de 2006, la celebración de "Prof-Media" introdujo un nuevo concepto de transmisión del canal de televisión "2x2". El "2 × 2" actualizado se lanzó el 1 de abril de 2007 sobre la base técnica de la abolición del TV Rambler Teleset. Mostramos que las películas están traducidas o dobladas al idioma ruso. Algunos de ellos ya han aparecido en otros canales rusos, por ejemplo, "Los Simpson", "Futurama" y "Family Guy" (REN TV).
A finales de marzo de 2007, el canal transmitió fragmentos de dibujos animados, luego mostró el momento de la emisión, así como promociones con el lema "¡Apague el cerebro, encienda 2x2!" . Debajo estaba el subtítulo: "Canal de demostración".
El 30 de noviembre de 2010 se anunció que a partir del 5 de febrero de 2011 el canal comenzaría un programa de demostración WWE RAW. La obtención de un contrato de dos años se anunció en wwe.com. WWE también habló positivamente sobre el regreso de los programas de demostración de WWE en la televisión rusa.

### 2012-2015
El 5 de septiembre de 2012 se anunció que a partir del 14 de septiembre, 2x2 planearía implementar cambios en la red de distribución satelital existente. Esta noticia se entregó a través del boletín para operadores de cable. Comience a transmitir el programa con un cambio de "2 MSK"; el cambio de programa "+4 MSK" tendrá un cambio de tiempo de "+5 MSK".

### 2019
A partir del 1 de enero de 2016, el canal cambió a transmisión solo en redes de cable y satélite, perdiendo su canal de frecuencias aéreas "ТНТ4" (antes del cambio de marca - "TNT-Comedy"), cuya transmisión consiste en contenido de archivo "TNT". La posibilidad de vender canales publicitarios conserva la frecuencia de transmisión en Birobidzhan.
En 2016, 2x2 creó un programa de animación Suspicious Owl sobre aventuras de animales que trabajan en politsiya .
A partir del 1 de abril de 2019, el canal pasó a transmitir solo TDK y 2x2.

## Controversias y críticas
Como el canal de animación para adultos más grande del país, 2 × 2 es propenso a protestar entre varios grupos conservadores y religiosos, y ocasionalmente con las autoridades. Dado que la 'animación' como género se consideraba tradicionalmente como un medio exclusivamente para niños en Rusia, 2 × 2 lucha por destacar continuamente que sus programas no se recomiendan para niños.
En febrero de 2008, el Departamento de Protección de la Cultura de los Medios de Comunicación de Rusia (Rossvyazokhrankultura), un organismo regulador de la televisión en Rusia, emitió advertencias sobre Happy Tree Friends y Las aventuras del gran Jeff, alegando que los programas promueven la "violencia y brutalidad". Se afirmaba que esta "violencia y brutalidad" perjudicaba la salud psíquica, el desarrollo moral y la moral social de los niños, y todo esto era una violación del acuerdo de licencia. El departamento advirtió a 2 × 2, que transmite los programas, que los elimine para evitar problemas legales. Los propietarios de 2 × 2 expresaron su desacuerdo, pero de mala gana cumplieron con la solicitud.
Más tarde ese año, activistas de la Iglesia Pentecostalista Rusa criticaron 2×2 por transmitir South Park y The Simpsons . Su apelación para cerrar 2 × 2 fue rechazada por los medios de comunicación rusos. El 24 de septiembre de 2008, la licencia del canal se extendió por 5 años adicionales.
En julio de 2009, 2 × 2 cortó una escena del episodio " Free Willzyx " de South Park, porque describía a Vladímir Putin como "un líder codicioso y desesperado", lo que provocó "críticas y furiosa discusión en los blogs de Rusia".